# Mikuláš Pelargus
Mikuláš Pelargus (též Čáp; 1568–?) byl český humanistický básník.
Narodil se v Rakovníku do rodiny konšela Mikuláše Čapka. Kromě rakovnické školy studoval ve Slaném, Velkém Meziříčí a na pražské univerzitě, kde roku 1591 získal bakalářský titul, později také titul mistra. Mezitím byl učitelem v Žatci, kterému věnoval báseň Exodi generis Humani ex impotenti Imperio Diabolicae Tyranidis (Východiště pokolení lidského z bezmocné vlády ďábelské tyranie). Následně se stal měšťanem Starého Města pražského, působil jako císařský notář a zemský překladatel. Za své latinské verše získal roku 1600 od Rudolfa II. vavřínový věnec a byl jmenován dvorským básníkem (poeta laureatus). Pak však již zprávy o něm postupně ustávají a poslední pochází z roku 1615, kdy zřejmě ještě žil.